# Andrzej Korzyński
Andrzej Waldemar Korzyński (Varsavia, 2 marzo 1940 – Varsavia, 18 aprile 2022) è stato un compositore e pianista polacco.
Laureatosi nel 1964 all'Università della Musica Fryderyk Chopin, è noto soprattutto per le colonne sonore dei film di alcuni dei cineasti polacchi più importanti del Novecento, da Andrzej Wajda ad Andrzej Żuławski. Tra i film più rilevanti di cui ha composto le colonne sonore si annoverano Il bosco di betulle (1970), La terza parte della notte (1971), Il diavolo (1972), L'uomo di marmo (1977), Possession (1981), Sul globo d'argento (1988), Le mie notti sono più belle dei vostri giorni (1989).